# Storskäret (Brändö, Åland)
Storskäret är öar i Åland (Finland). De ligger i Skärgårdshavet och i kommunen Brändö i landskapet Åland, i den sydvästra delen av landet. Öarna ligger omkring 71 kilometer nordöst om Mariehamn och omkring 220 kilometer väster om Helsingfors.
Arean för den av öarna koordinaterna pekar på är 59,5 hektar och dess största längd är 1 kilometer i öst-västlig riktning.